# Туховое озеро
Туховое озеро (укр. Тухове озеро) — озеро, расположенное на территории Сарненского района (Ровненская область). Площадь — 0,03, 0,09 км². Тип общей минерализации — пресное. Происхождение — ледниковое. Группа гидрологического режима — сточное.

## География
Длина — 0,45 км, ширина средняя — 0,3 км. Согласно изданию «Географічна енциклопедія України», размеры озера — 0,45×0,3 км, объём — 0,25 млн. м³. Глубина средняя — 9 м. Используется для орошения.
Озеро расположено на левом берегу реки Моства (Льва) — южнее урочища Крючкова Березина, в 10 км юго-восточнее села Карасин. Озёрная котловина округлой формы. Берега пологие, местами поросшие лесом (доминирование берёзы, ольхи).
Питается водами реки Моства (Льва), для регулирования уровня сооружены шлюзы. На северном берегу сооружена земляная дамба длиной 155 м и шириной по верху 6 м.
Зимой замерзает. Дно заиленное, особенно у берегов.

## Природа
Водятся окунь, карась, линь, щука.